# Nuraghe Orolo
Il nuraghe Orolo è un monumento archeologico situato nella subregione del Marghine, in territorio del comune di Bortigali, ad una quota di 785 metri, da dove si osserva una vasta porzione di territorio della Sardegna centrale. Si tratta di un nuraghe trilobato particolarmente importante per via della sua posizione, delle dimensioni e dello stato di conservazione. il sito far parte della domanda de 31 siti per il riconoscimento UNECO del Patrimonio dell'umanità 

## Posizione

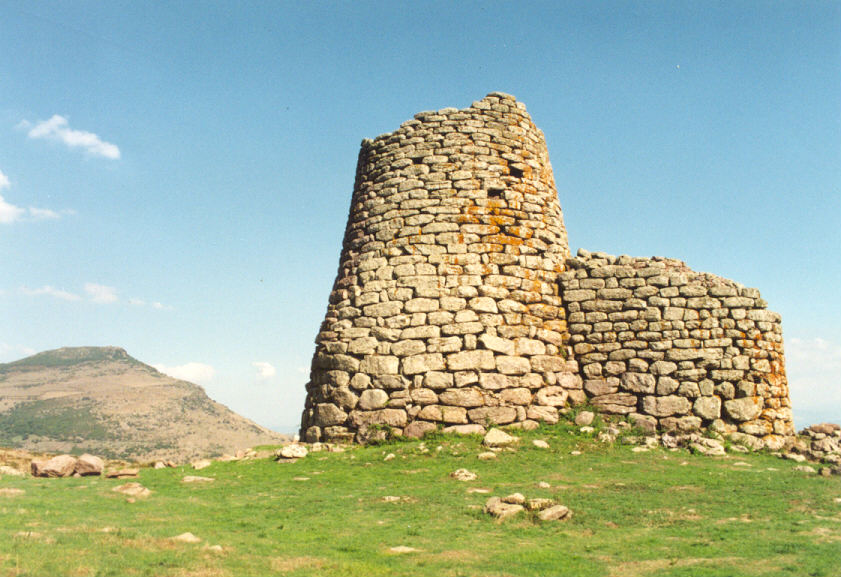
Veduta da ovest. Sullo sfondo il monte Santu Padre.

Il sito si trova alle falde del monte Cuguruttu (867 metri), in una posizione che spazia dal vicino monte Santu Padre (1.025 metri) ai più lontani monti del massiccio del Gennargentu ed alla piana del fiume Tirso. Nelle immediate vicinanze sono presenti altri interessanti siti archeologici: il complesso nuragico ed il dolmen di Carrarzu Iddìa, i nuraghi Tintirriòlos, Coàttos e Pranu 'e Rùos e le domus de janas di Órolo.

## Datazione
Nel 1998 sono stati condotti dei lavori di restauro orientati al consolidamento della struttura ed alla pulizia interna ed esterna. Lo scavo non è stato approfondito fino al livello di fondazione e, conseguentemente, non è stato possibile stabilire una datazione precisa, né per il monumento né per le strutture circostanti. I pochi frammenti ceramici raccolti costituiscono solo un indizio di frequentazione dell'area tra la terza fase del Bronzo medio e l'età del Bronzo finale (circa dal 1500 al 900 a.C.) con sporadiche presenze in età romana fino al V secolo d.C. circa.

## Struttura
Il nuraghe è formato da una torre centrale a due piani con copertura a thòlos e da un corpo anteriore, aggiunto in epoca successiva, costituito da due torri minori raccordate da una cortina dall'andamento lievemente concavo.

### La torre principale
Il cosiddetto mastio è alto tra i 13 ed i 14 metri e presenta, nei filari di base, una muratura esterna costituita da grandi blocchi di trachite squadrati grossolanamente. I blocchi diventano più regolari e più piccoli nella parte alta.

#### La camera inferiore

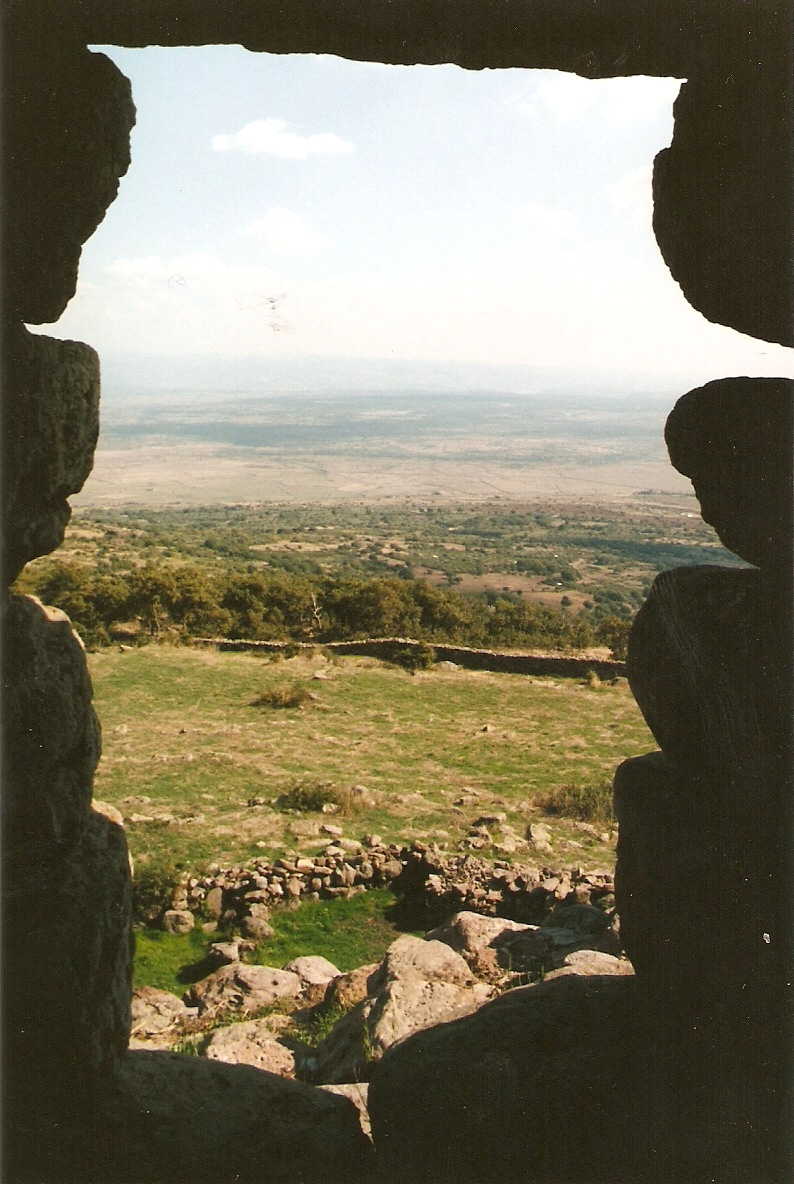
Panorama della valle del Tirso, dal finestrone della camera superiore del nuraghe Órolo.

La camera inferiore è raggiungibile mediante un andito rettilineo che attraversa prima l'ingresso architravato più recente e poi l'ingresso originario. Ha una pianta pressoché circolare (del diametro di circa 5 metri) ed è alta 6,60 metri. Si articola in tre grandi nicchie disposte a croce, con altre quattro molto più piccole. La copertura è attualmente sfondata mancando i filari terminali; ciò permette di vedere, dal pavimento della camera inferiore, la volta della camera superiore.

#### La scala
Nella parete destra dell'andito che porta alla camera inferiore si apre l'ingresso trapezoidale della scala. Questa è stata una delle scoperte più interessanti avvenute durante il restauro del 1998, in quanto precedentemente era ingombra dai massi di crollo. Realizzata all'interno della spessa muratura, sale con andamento elicoidale dal piano terra al piano di svettamento della torre, con 56 gradini quasi regolari per alzata e per pedata. Un particolare interessante è la presenza di sei feritoie realizzate tutte al livello delle pedate per illuminare i gradini.

#### La camera superiore
Vi si accede da un pianerottolo della scala ed ha una pianta irregolare (circa 3,30×4,60 metri), con due grandi nicchie. La thòlos è in ottimo stato di conservazione ed è alta 5,90 metri. È illuminata da una grande porta/finestra esposta a sud-est ed è arricchita da due pozzetti-ripostiglio, profondi circa 3 metri, con accesso posto a livello del pavimento. Verosimilmente dovevano servire, oltre che come deposito per materiali, come espediente tecnico per distribuire i pesi e le spinte gravanti sulla struttura della torre, analogamente a quanto riscontrato anche in altri nuraghi complessi.

### Le torri laterali
Gli ingressi alle torri laterali si aprono nell'andito che porta alla camera inferiore della torre principale. La torre destra ha la copertura distrutta e si conserva per un'altezza variabile da 1,65 a 5,25 metri. La torre sinistra, invece, ha la thòlos integra (5,40 metri) e presenta una piccola feritoia per l'illuminazione.

### Il villaggio
Nella vasta area esterna (circa 2.000 metri quadrati) sono visibili le tracce di una decina di strutture circolari e rettangolari, nonché di un antemurale.

### Il toponimo
Riguardo al toponimo Òrolo, esso fa parte di una ricca serie di toponimi indigeni, inizianti con orol- tutti localizzati in località di montagna o in altura, e indiziati di appartenere al sostrato prelatino. Esso infatti concorda con l'onomastico trace di Òrolos, che si interpreta come significante aquila, e che trova conferma pratica nell'ornitonimo sardo (prelatino) di th-orolia gheppio, poiana.

## Galleria d'immagini

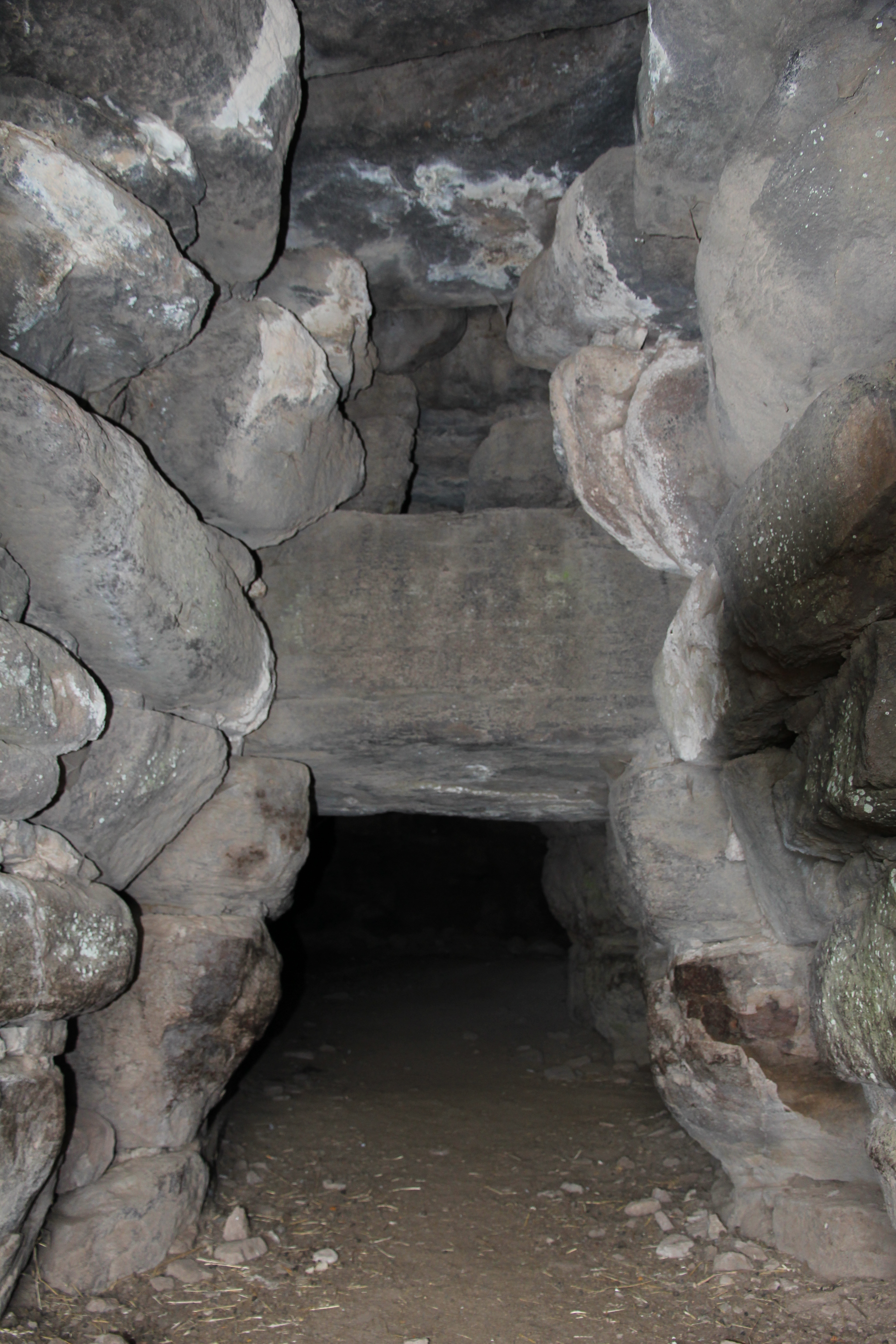
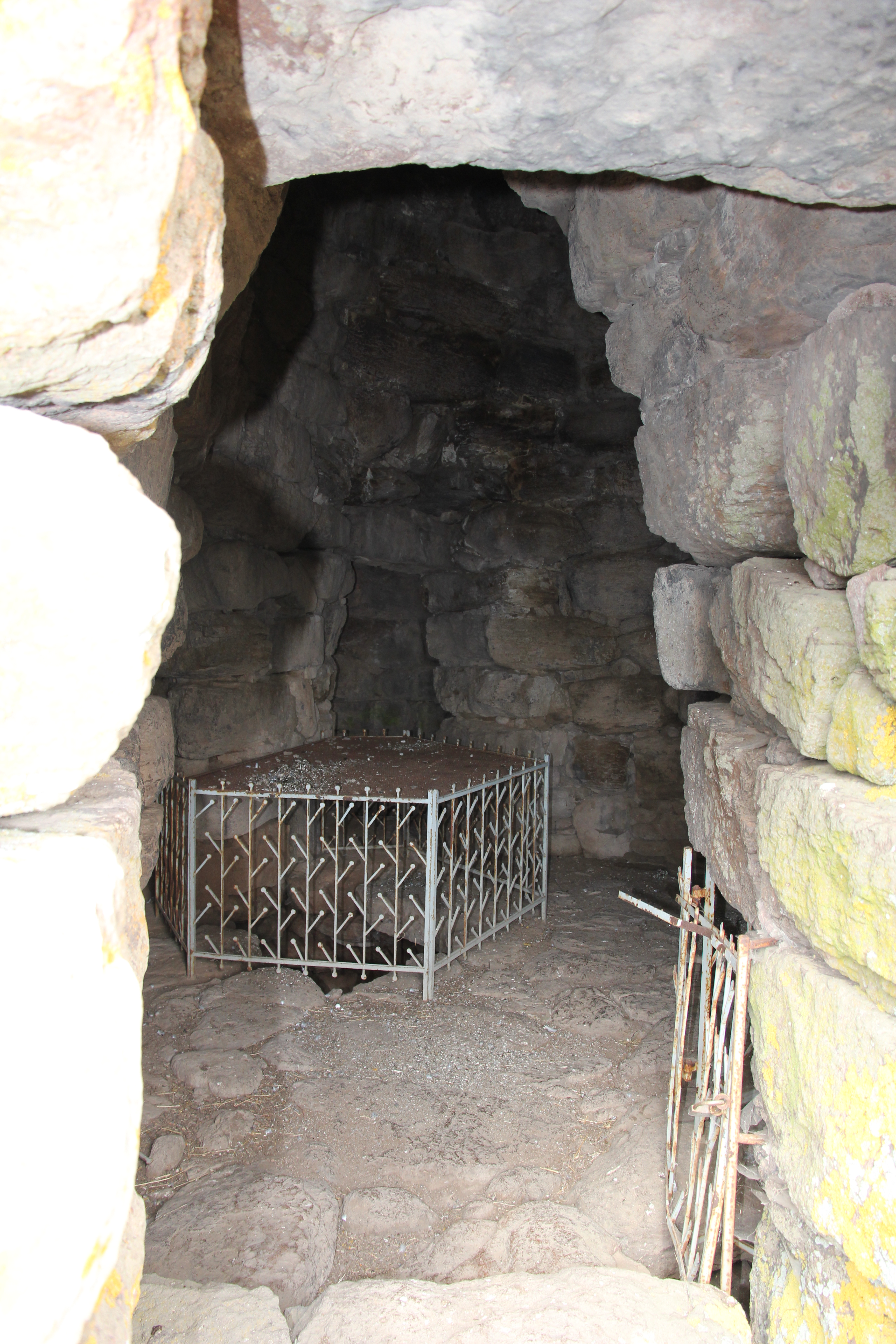
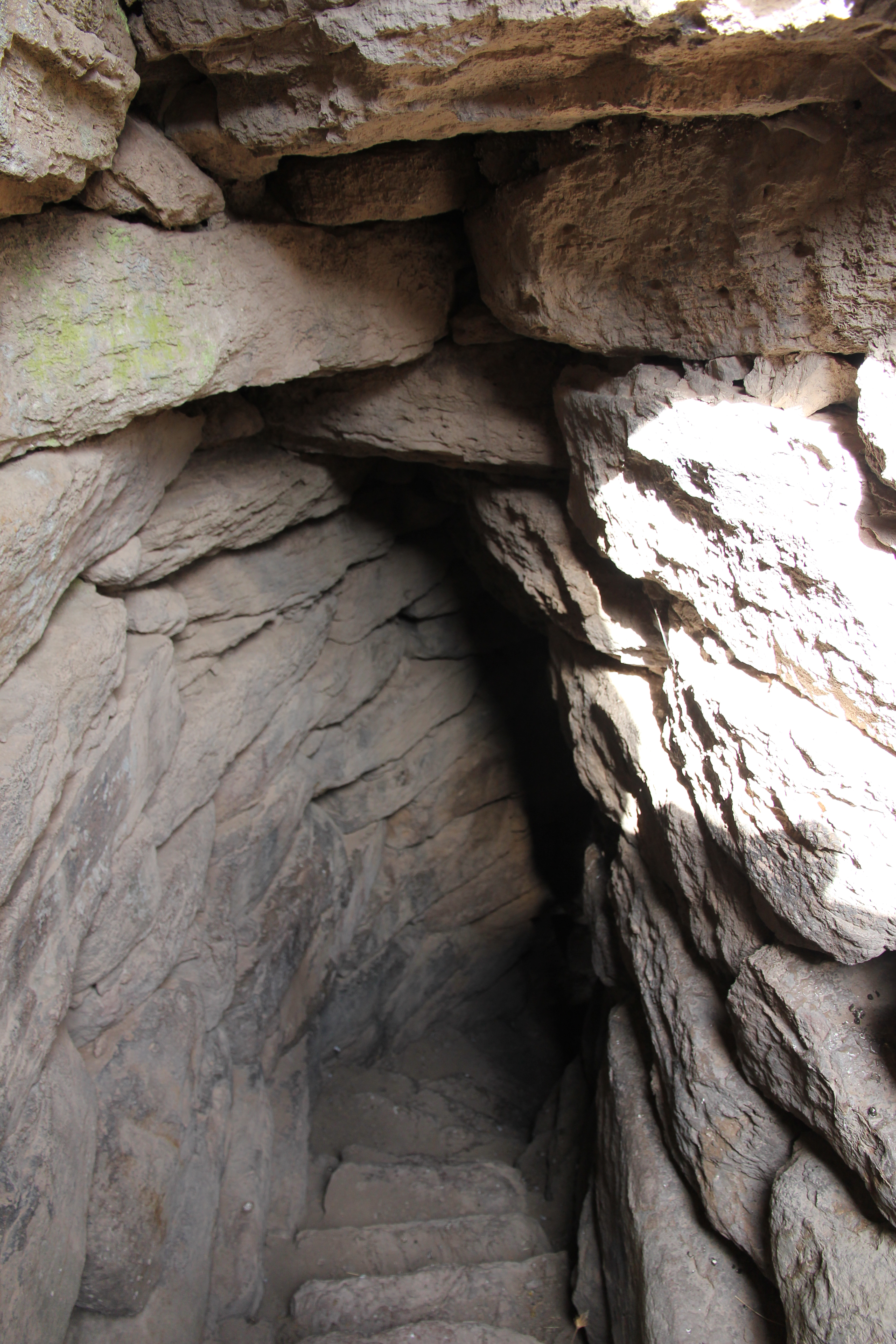
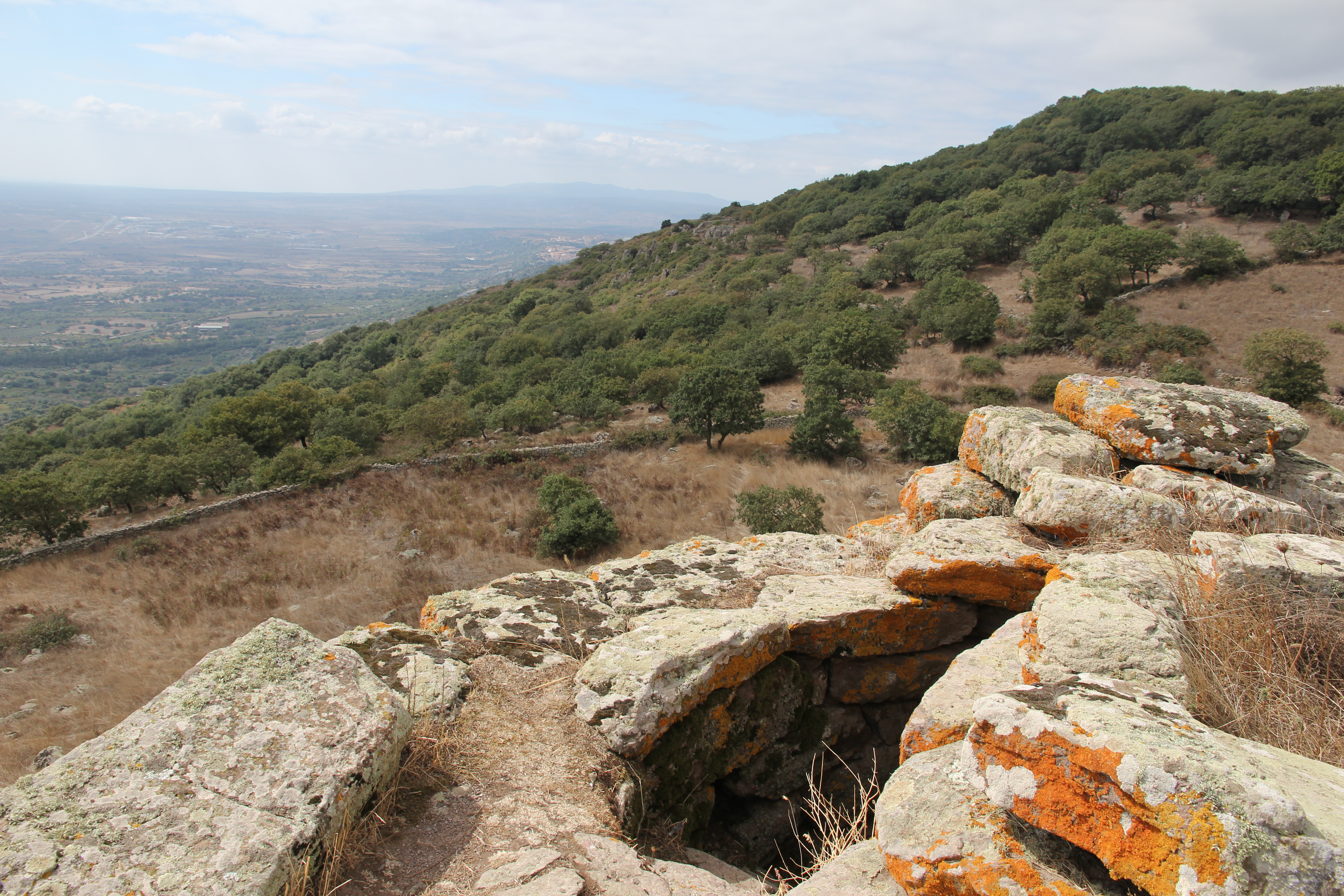